# Lionel Price
Lionel Price (ur. 6 lutego 1927 w Marylebone w Londynie, zm. 10 stycznia 2019) – brytyjski koszykarz, olimpijczyk z Londynu 1948.
Lionel Price znalazł się w brytyjskiej kadrze koszykarskiej na Letnie Igrzyska Olimpijskie w Londynie w 1948. Na igrzyskach zagrał w każdym z 8 meczów, które rozegrali Brytyjczycy. Był to jedyny duży turniej międzynarodowy, w którym wystąpił.
Po igrzyskach ukończył studia i został księgowym. Pracował także w branży deweloperskiej oraz prowadził własną firmę w branży meblarskiej.